# Саитов, Габдулхай Саитович
 Габдулхай Саитович Саи́тов (3 апреля 1924 — 27 июля 2000) — помощник командира взвода 8-й стрелковой роты 988-го стрелкового полка (230-я стрелковая дивизия, 9-го стрелкового корпуса, 5-я ударная армия, 1-й Белорусский фронт), сержант, Герой Советского Союза.

## Биография
Габдулхай Саитович Саитов родился 3 апреля 1924 года в деревне Тыканово (ныне — Балтачевского района Башкирии). Татарин. Образование начальное. Член КПСС с 1945 года.
До войны работал в колхозе «Спартак» (ныне колхоз имени Кирова) Татышлинского района.
В Красную Армию призван в 1942 году Татышлинским райвоенкоматом.
Сержант Г. С. Саитов отличился 23 апреля 1945 года в боях по форсированию реки Шпрее.
После войны Г. С. Саитов работал в колхозе имени Кирова в деревне Чургулды Татышлинского района.

## Подвиг
«Помощник командира взвода 988-го стрелкового полка (230-я стрелковая дивизия, 5-я ударная армия, 1-й Белорусский фронт) сержант Г. С. Саитов в ночь на 23 апреля 1945 г. в составе стрелкового взвода одним из первых форсировал р. Шпрее и, найдя проход в обороне противника, провел свой взвод в тыл противника, что позволило нанести внезапный удар и посеять панику в боевых порядках врага, который отступил в глубину района Трептов. Сосредоточив крупные силы, гитлеровцы предприняли контратаку.
В критический момент боя выбыл из строя командир взвода, Г. С. Саитов принял на себя командование и отразил 3 контратаки превосходящих сил противника, удержал плацдарм и обеспечил форсирование реки подразделениями батальона».
Звание Героя Советского Союза Г. С. Саитову присвоено 31 мая 1945 года.

## Награды
- Медаль «Золотая Звезда» Героя Советского Союза (31.05.1945)[3];
- Орден Ленина (31.05.1945);
- Орден Отечественной войны I степени (06.04.1985)[4];
- Орден Славы III степени (1945);
- Медаль «За отвагу»;
- другие медали.

## Память
В селах Верхние Татышлы и Чургулды Татышлинского района Башкирии есть улицы, которые носят имя Г. Саитова.